# Trimeria neotropica
Trimeria neotropica är en stekelart som först beskrevs av Alexander Mocsáry 1906.
Trimeria neotropica ingår i släktet Trimeria och familjen Masaridae. Inga underarter finns listade i Catalogue of Life.